# Quand les étoiles étaient rouges
Pour plus de détails, voir Fiche technique et Distribution.
Quand les étoiles étaient rouges (Ked hviezdy boli cervené) est un film tchécoslovaque réalisé par Dušan Trančík, sorti en 1991.

## Fiche technique
- Titre : Quand les étoiles étaient rouges
- Titre original : Ked hviezdy boli cervené
- Réalisation : Dušan Trančík
- Scénario : Eugen Gindl et Dušan Trančík
- Musique : Václav Koubek
- Photographie : Vladimír Smutný
- Montage : Maros Cernák
- Production : Cédomir Kolar et Claudie Ossard
- Société de production : Constellation, Slovenská filmová tvorba Koliba et UGC et Hachette Première
- Société de distribution : UGC (France)
- Pays :  Tchécoslovaquie et  France
- Genre : drame
- Durée : 87 minutes
- Dates de sortie : 
  - Tchécoslovaquie : 1er septembre 1991
  - France : 8 juillet 1992

## Distribution
- Václav Koubek : Josef Brezík
- Alena Ambrová : Heda
- Ján Sedal : Kadraba
- Jan Jasensky : le père Brezík
- Dezső Garas : Gróf Szentirmay
- Zuzana Krónerová : Beta
- Stanislav Harvan : le petit Jozko
- Frantisek Vyrotsko : Viktor
- Miroslav Donutil : Dzurjanik
- Adela Gáborová : Slabejová
- Klára Rostárová : Satniarka
- Frantisek Výrostko : Viktor
- Emilia Zimková : Sásiková

## Distinctions
Le film a été présenté en sélection officielle en compétition lors de Berlinale 1991.